# Mięsień nawrotny czworoboczny

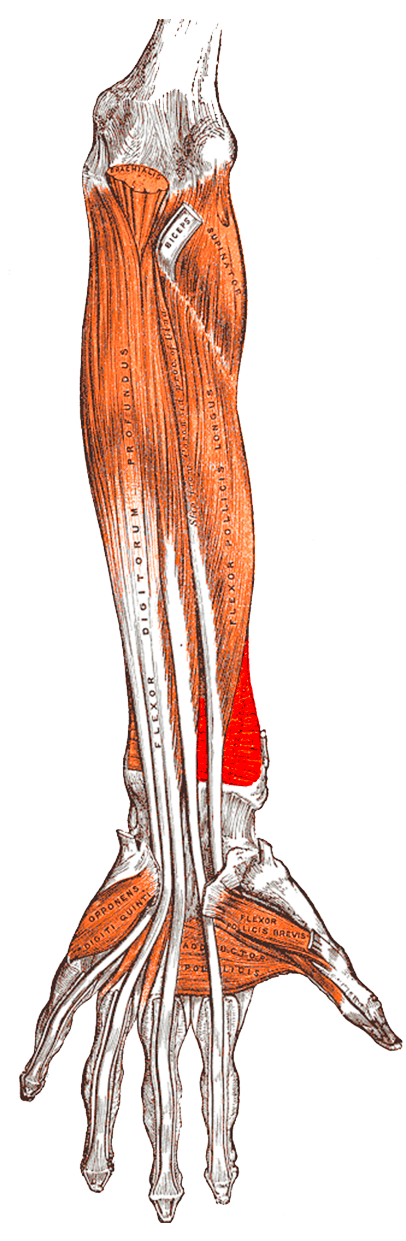
Mięsień nawrotny czworoboczny oznaczony na czerwono.

Mięsień nawrotny czworoboczny (łac. musculus pronator quadratus) – w anatomii człowieka płaski mięsień kończyny górnej, znajdujący się w przednio-dolnej części przedramienia. Ma kształt zbliżony do kwadratu. Rozpostarty jest między przyczepami zlokalizowanymi na dolnej przedniej i częściowo tylnej powierzchni kości łokciowej oraz dolnej przedniej i bocznej części kości promieniowej. Jego funkcją jest nawracanie przedramienia i zwieranie powierzchni stawowych stawów promieniowo-łokciowych bliższego i dalszego. Unaczyniony jest przez tętnicę międzykostną przednią, a unerwiony przez nerw międzykostny przedni (od nerwu pośrodkowego).